# 北田園
北田園（きたでんえん）は、東京都福生市の地名。現行行政地名は北田園一丁目及び北田園二丁目。郵便番号は197-0005（あきる野郵便局管区）。

## 地理
福生市西部に位置し、多摩川左岸の沖積低地面にあたる。南田園、熊川、牛浜、福生、あきる野市草花と隣接する。

### 河川
- 下の川（暗渠）

## 歴史
1975年（昭和50年）7月29日、「多摩河原土地区画整理事業」の完了に伴い、大字福生字河原から成立した。それ以前は一面の田圃だった。
2004年（平成16年）4月1日、北田園1丁目及び南田園3丁目で施行された「田園西土地区画整理事業」の完了に伴う地番整理により、北田園1丁目50番地2以降が設置された。

## 世帯数と人口
2018年（平成30年）1月1日現在の世帯数と人口は以下の通りである。
| 丁目         | 世帯数    | 人口    |
| ------------ | --------- | ------- |
| 北田園一丁目 | 580世帯   | 1,065人 |
| 北田園二丁目 | 522世帯   | 1,105人 |
| 計           | 1,102世帯 | 2,170人 |

## 交通
- 東京都道7号杉並あきる野線（五日市街道）
- 東京都道166号瑞穂あきる野八王子線

## 施設
官公庁
- 東京都建設局西多摩建設事務所福生工区（北田園2-7-2）

学校
- 福生市立福生第七小学校（北田園1-1-1）
- 東京都立福生高等学校（北田園2-11-3）

社会教育・スポーツ
- 中央体育館（北田園2-9-1）
- 市営プール（北田園2-8-4）
- 多摩川中央公園グランド（北田園1先）
- 子ども応援館（北田園2-5-7）

公園
- 多摩川緑地多摩川中央公園（北田園1先）
- 多摩川緑地福生柳山公園（北田園2-8-2）

商業施設
- ディスカウントストア・量販店
  - コナカ福生店（スーツ）（北田園2-11）
  - 業務スーパー福生店（業務用食品）（北田園2-22-1）
  - ワークマン福生店（作業服）（北田園2-23-3）
  - ウエルシア福生北田園店（ドラッグストア）（北田園2-18-5）
- 外食
  - 不二家レストラン福生田園店 （ファミリーレストラン）（北田園1-7-7）
  - 牛角福生店（焼肉）（北田園1-20-1）
  - 山田うどん福生店（うどん・そば・ラーメン）（北田園2-18-6）
- コンビニエンスストア
  - ファミリーマート福生北田園店（北田園1-21-3）
  - セブンイレブン福生北田園2丁目店（北田園2-15-7）